# Discus-serie
De Discus-serie is een serie jeugdromans van de Nederlandse schrijver Ruurd Feenstra (eerste 11 delen) en Bert Benson (laatste 2 delen). De serie ontleent zijn naam aan een futuristisch luchtschip dat is ontworpen door professor Tjerk Hiddes. Samen met zijn zonen trekt de professor ten strijde tegen een misdaadsyndicaat dat de wereld bedreigt. De boeken werden uitgegeven door Uitgeverij Kluitman te Alkmaar. De illustraties in de eerste 11 delen zijn van de hand van Gerard van Straten, de illustraties van de laatste twee delen zijn gemaakt door Huub Slijper.

## Delen
Ruurd Feenstra:
- Deel 1: De mannen van de discus (1967)
- Deel 2: De discus slaat toe (1968)
- Deel 3: De discus brengt redding (1969)
- Deel 4: De discus valt aan (1970)
- Deel 5: De discus overwint (1970)
- Deel 6: De discus in gevaar (1971)
- Deel 7: De discus snelt te hulp (1971)
- Deel 8: De discus komt terug (1972)
- Deel 9: De discus in de strijd (1972)
- Deel 10: De discus in volle vaart (1973)
- Deel 11: De discus en de blauwe diamant (1974)

Bert Benson:
- Deel 12: De discus weer in actie (1985)
- Deel 13: De discus kwam, zag en.. (1986)

## Achtergrond
De "Discus"-serie verscheen tussen 1967 en 1974. De serie werd afgebroken toen Feenstra in 1974 overleed. Na de dood van Feenstra voegde Bert Benson (bekend van de SF-serie Euro-5) nog twee delen toe aan de serie.

## Verhaal
Professor Tjerk Hiddes is een man die zijn tijd ver vooruit is. Dat ontdekken ook zijn tegenstanders, wetenschappers, leiders van grote bedrijven, staalkoningen verenigd in een syndicaat. Het syndicaat ziet zich bedreigd door Hiddes' uitvindingen. Als de professor alles op de markt zet wat hij heeft uitgevonden dan zijn hun bedrijven failliet. Om te voorkomen dat Hiddes zijn gang kan gaan wordt de professor in een val gelokt. Onder invloed van verdovende middelen wordt hij gedwongen papieren te ondertekenen die hem in een verkeerd daglicht plaatsen. Ook worden er valse getuigenissen afgelegd. De geschrokken autoriteiten arresteren de professor en veroordelen hem tot een gevangenisstraf van acht jaar. In de gevangenis zint Hiddes op wraak. Hij gebruikt zijn tijd om een luchtschip te ontwerpen. Het schip heeft de vorm van een discus en zal in staat zijn de wereld in luttele uren te doorkruisen. De energie is afkomstig van atoomsplitsing.
Nadat hij zes jaar van zijn straf heeft uitgezeten komt Hiddes vrij en keert terug naar zijn landgoed bij Oudemirdum in Gaasterland (Friesland). Na het overlijden van zijn vrouw wonen daar nog zijn zonen: Bouke, Tjerk en Ruurd. Zij worden verzorgd door de oude huishoudster Fokeltje. De zoons van Hiddes verschillen nogal. De oudste, Bouke, is stil en teruggetrokken. Hij is sportief en heeft een passie voor elektronica. Tjerk junior oogt naar zijn Franse moeder, is de knapste van de drie, en muzikaal zeer begaafd. Ruurd ten slotte is nogal mollig en heeft een talent voor koken. Hiddes bezit een groot landgoed met pachters en is daardoor schatrijk. Hij laat een hypermodern schip bouwen, een kustvaarder. Het schip staat onder commando van de Duitse kapitein Jaromir Sperling, een voormalige medegevangene van Hiddes. Ze varen naar het eiland Porte Alegre nabij Vuurland. Onderweg worden ze aangevallen door een duikboot van het syndicaat. Hiddes schakelt de aanvaller uit en redt vier overlevenden van de bemanning: de Fin Jan Nurmi, de matrozen Pat en Mike, en de kapitein Heinz Richter. De eerste drie waren onder valse voorwendselen aan boord van de duikboot gelokt, en treden in dienst van Hiddes. De kapitein echter, die zeer goed wist waar hij mee bezig was, wordt op een onbewoond eiland afgezet. Eenmaal aangekomen op Porte Allegre begint Hiddes, geholpen door zijn zoons, aan de bouw van de Discus. Al snel leert de wereld de Discus kennen. Tijdens de proefvluchten schakelt Hiddes in een handomdraai de Amerikaanse zevende vloot uit, door met een van zijn uitvindingen die hij de spray noemt, de elektrische systemen te verlammen.
De professor weet dat hij nu klaar is voor de strijd tegen het syndicaat. Maar voor het zover is, vliegt de Discus uit voor meer humanitaire doeleinden, het redden van mensen bij rampen. Het luchtschip heeft een grote capaciteit en kan veel vluchtelingen evacueren bij bijvoorbeeld overstromingen. De boeken staan grotendeels in het teken van een afwisseling van rampen en de strijd tegen het syndicaat geleid door de sinistere Lafarge. Hiddes vindt nog allerlei zaken uit, zoals de choke, een apparaat dat de vlammen bij branden blust door de temperatuur tientallen graden te laten dalen en de heat ray, een soort laser die dwars door staal en steen kan snijden en als afvalverwerker alle afval doet verdampen. Het team van de discus wordt later versterkt door de voormalige voetbalkampioen Raymond Maréchal en de Franse verslaggeefster Elise Capet, die met twee van de zonen van Hiddes een verhouding krijgt.

## Het Syndicaat
Het Syndicaat is de voornaamste vijand van Tjerk Hiddes en zijn zonen. Het is een geheimzinnige organisatie die bestaat uit wetenschappers, financiers en machtige bedrijven uit verschillende landen. De organisatie beschikt over onuitputtelijke financiële middelen. Om hun macht uit te kunnen oefenen beschikken ze over een goed getrainde organisatie met eigen wapens, helikopters, schepen, duikboten en zelfs gevechtsvliegtuigen (altijd zwart geverfd). Leider van de organisatie is de Fransman Lafarge. Lafarge wordt omschreven als mager en met zorgvuldige manieren. In het eerste deel worden ook de professoren Filou, Calami en Nescio genoemd, die met hun valse getuigenissen hebben gezorgd dat Hiddes de gevangenis indraaide. Een ander bekend lid is de Zweedse staalgigant Stiernström die in tegenstelling tot Lafarge, juist uiterst onbeheerst is en veel drinkt. In een van de latere delen wordt Stiernström een tijd lang op Porte Allegre gevangen gehouden waarbij hij hard moet werken onder sobere omstandigheden. Dit bevalt hem echter zo goed dat hij niet meer terugkeert naar het Syndicaat maar - met toestemming van Hiddes - op Porte Allegre blijft wonen en daar allerlei klussen uitvoert. Het Syndicaat wil voortdurend zijn macht vergroten en draait zijn hand niet om voor moord en ontvoering. Ze beschikken over allerlei faciliteiten zoals tot militaire basis omgebouwde boerderijen, tot fort omgebouwde kastelen en andere para-militaire hulpmiddelen. Een van de grootste vreugdes van Hiddes is als hij een basis van het Syndicaat mag opblazen met trotyl. Arthur Polidor is de voormalige secretaris van Lafarge. Na zijn gezicht via cosmetische chirurgie te hebben veranderd keert hij terug en gaat voortaan als spion voor Hiddes werken.

## De Discus
De Discus is het geesteskind van Tjerk Hiddes senior. Het luchtschip in de vorm van een discus (het heeft iets van een vliegende schotel), vliegt op supersonische snelheid en is ook in staat te duiken naar het diepste van de oceaan. De zeebodem is ook de vaste ligplaats van de Discus, aangezien Hiddes met een afstandsbediening het schip van en naar de zeebodem kan verplaatsen. Hoewel de Discus meestal wordt ingezet voor humanitaire missies, zoals het redden van de bevolking bij een overstroming of de evacuatie van een poolexpeditie, gebruikt Hiddes het ook als wapen. Zo is de Discus uitgerust met een apparaat (de spray) waarmee elektriciteit kan worden uitgeschakeld. Hiermee kan Hiddes zelfs de Amerikaanse Zevende Vloot lamleggen. Ook is er een heat ray aan boord, een soort laser. De oudste zoon van Hiddes, Bouke, is de gezagvoerder van de Discus; samen met de stille Fin Jan Nurmi bestuurt hij de Discus. (In de boeken van Bert Benson is er plotseling een onbekende matroos die de Discus bestuurt.) In de loop van de serie verslijt Hiddes een tweetal verschillende uitvoeringen van de Discus. De eerste laat Hiddes al snel zelf vernietigen. De nieuwe versie die Hiddes met zijn onuitputtelijke geldbronnen bouwt is groter en beter dan zijn voorganger, vooral onder water.

## Personages

### Tjerk Hiddes senior
Tjerk Hiddes senior is in de veertig, een robuuste man met een wilde baard. In het laatste deel wordt hij vijftig. Hij is absoluut geen kamergeleerde. Regelmatig traint hij zijn spieren in vriendschappelijke judogevechten met zijn zoons. Hiddes is een Fries en erg trots op zijn afkomst die hij terugvoert op de bekende Friese zeevaarder Tjerk Hiddes de Vries. Hiddes is geen diplomaat, hij zegt wat hij denkt en heeft een hekel aan praatjesmakers, ambtenaren en onrecht. Hij gaat zijn eigen gang en toont zijn goede hart met zijn talloze reddingsoperaties. Om redenen die niet worden uitgelegd heeft Hiddes over het algemeen een hekel aan Amerikanen en een voorkeur voor Russen. Dit heeft geen politieke achtergrond, politiek komt nauwelijks aan bod in de boeken, maar is meer gestoeld op zijn afkeer voor praatjesmakers. Hiddes loopt er altijd slordig bij. Dit tot groot afgrijzen van zijn huishoudster Fokeltje. Als het moet wil Hiddes wel een op maat gemaakt kostuum of smoking aantrekken, maar niet zonder protest. De professor staat midden in het leven, rookt graag een pijp en kan genieten van goed eten en drinken. Niet alleen de Franse keuken, maar ook de gestoofde aal en de hazenpeper van zijn Fokeltje. Tijdens acties tegen het Syndicaat maakt Hiddes veelvuldig gebruik van het door hem zo geliefde explosief trotyl.

### Bouke Hiddes
Bouke Hiddes is de oudste zoon van Tjerk Hiddes senior. Hij aardt naar zijn vader wat betreft lichaamsbouw, maar Bouke is veel meer in zichzelf gekeerd. Hij is een briljant elektrotechnicus en de gezagvoerder van de Discus. Bouke is sportief, hij schaatst regelmatig in het Thialfstadion en driemaal doet hij mee aan de Elfstedentocht. Slechts eenmaal valt Bouke uit zijn rol als hij verliefd wordt op de mooie Elise. De verliefdheid is echter snel over als Elise een keer meegaat naar het schaatsen en in lachen uitbarst als Bouke uitglijdt.

### Tjerk Hiddes junior
Tjerk lijkt het meest op zijn Franse moeder en om die reden heeft Hiddes senior een zwak voor hem. Tjerk wil weinig van de Discus weten en speelt liever piano. Hij heeft het talent voor pianospelen van zijn moeder geërfd. Terwijl zijn broers met hun vader in de Discus de wereld redden, trekt Tjerk naar Parijs. Daar gaat hij spelen in een beroemd Frans restaurant onder de schuilnaam Policarpe. Al snel glijdt Tjerk af. Hij gaat gokken en verliest veel geld. Als het uit de hand dreigt te lopen en het Syndicaat zijn schulden opkoopt, komt Hiddes senior in actie. Om te voorkomen dat Tjerk gegijzeld wordt vanwege zijn gokschulden, schrijft hij een cheque van honderdduizend gulden uit. Als Tjerk later door het Syndicaat wordt ontvoerd, wordt hij gered door het Discusteam.

### Ruurd Hiddes
De mollige Ruurd, de benjamin van de Hiddesclan, heeft een voorkeur voor lekker eten. Hij is de kok in het gezelschap. Aanvankelijk is Ruurd de nar van het Discusteam. Hij plaagt regelmatig zijn broers en is voortdurend de komische noot in het gezelschap. Later wordt hij wat ernstiger. Hij gaat studeren voor chef-kok bij een beroemde Franse chef en overweegt een restaurant te beginnen. Zijn relatie met de mooie Elise is debet aan deze verandering. Ruurd is ook degene die het meest van dieren houdt. Op zeker moment is hij zelfs de eigenaar van twee jachtluipaarden.

### Elise Capet
Elise is eigenlijk journaliste. Ze komt met de journalisten uit binnen- en buitenland mee, als Tjerk Hiddes senior een persconferentie houdt. Hoewel Hiddes een hekel aan journalisten heeft, is hij gelijk in de ban van Elise. Hij biedt het meisje aan om bij hem in dienst te treden. Ze hapt toe en wordt de persvoorlichtster van de professor. De mooie Elise vormt de 'love interest' in de serie. Twee van de zoons van Hiddes vallen - na elkaar - voor haar.

### Sjoukje Praamsma
Sjoukje is een beginnend journaliste bij de Leeuwarder Courant. Ze vraagt en krijgt de mogelijkheid een reddingsactie te verslaan. Later treedt ze in dienst ter opvolging van Elise Capet.

### Hielke de Boer
Hielke de Boer is een luchtmachtofficier die na hulp bij een redding van de Discus, op non-actief wordt gezet. Direct treedt hij uit dienst van de luchtmacht en in dienst bij Hiddes.

### James Flintwood
James Flintwood is een Amerikaans officier die de leiding kreeg over houten zeilschepen om daarmee Hiddes aan te kunnen vallen. Een nieuwe president gaf opdracht met het project te stoppen en daarmee was James zonder werk. Hij zocht Hiddes op die hem na enig aarzelen in dienst nam. De houten schepen werden verkocht aan het Syndicaat, waarna Hiddes ze vernielde door de kielen er af te snijden met zijn heat ray.

## Trivia
- De voornaam van de auteur is Ruurd, maar sommigen schrijven Ruud Feenstra, anderen Ruurd (dit laatste is gelijk ook de voornaam van een van de zonen van Hiddes). Op de kaft van de boeken wordt de auteur vermeld als R. Feenstra.[3]
- De twee boeken die door Bert Benson zijn geschreven hebben een duidelijk andere stijl, de lezers die gewend waren aan de eerste 11 delen van de reeks die door Feenstra waren geschreven zijn niet unaniem positief over de laatste twee delen.[4]